# Sorana Cîrstea
Sorana Mihaela Cîrstea, née le 7 avril 1990, est une joueuse de tennis roumaine, professionnelle depuis 2004. Elle compte sept titres sur le circuit WTA : deux en simple et cinq en double dames.
Elle est fréquemment surnommée « la coupeuse de tête » pour sa capacité à battre les meilleures joueuses mondiales lors de match localisés, exploits qui restent la plupart du temps sans lendemain.

## Biographie

### 2004-2006: débuts sur les circuits ITF puis WTA
En 2004, Sorana Cîrstea débute sur le circuit ITF et remporte deux tournois de double. L'année suivante, elle remporte deux titres en double et un premier titre ITF en simple.
Sortie des qualifications, elle joue son premier match dans un tableau principal WTA en 2006 à Stockholm mais le perd face à Kaia Kanepi. Sur le circuit ITF, elle remporte deux titres en simple et un en double.

### 2007: premiers résultats significatifs
Encore inconnue lors du Grand Prix de Budapest, elle sort des qualifications et se hisse jusqu'en finale en éliminant Martina Müller, Eléni Daniilídou et Karin Knapp. En finale elle remporte le premier set mais perd les deux suivants face à l'Argentine Gisela Dulko. Cette performance lui vaut d'être la première Roumaine à se hisser en finale d'un tournoi depuis Ruxandra Dragomir en 2000 dans le tournoi de Bois-le-Duc face à Martina Hingis. Elle atteint quelques mois plus tard sa deuxième demi-finale sur le circuit à Bali mais s'incline face à Daniela Hantuchová en deux sets en ayant battu au passage la no 13 mondiale de l'époque, la Suissesse Patty Schnyder. Sur le circuit ITF, elle remporte un titre en simple et deux titres en double.

### 2008: premier titre WTA
La saison 2008 commence par le tournoi d'Hobart, où elle n'arrive pas à se qualifier. Pour son premier match dans le grand tableau d'un Grand Chelem à l'Open d'Australie, elle perd face à la no 3 mondiale Ana Ivanović en deux sets (5-7, 3-6).
Après sa tournée australienne, elle enchaîne avec les tournois de Bogota et Acapulco, où elle perd respectivement au deuxième tour face à Martina Müller et en quart de finale, son premier de la saison, face à Kaia Kanepi. Lors de la tournée américaine, elle s'incline dès le premier tour face à Lucie Šafářová au tournoi de Miami.
Elle entame la saison sur terre battue par une défaite au deuxième tour à Amelia Island face à Amélie Mauresmo puis face à Alizé Cornet à Charleston après avoir néanmoins battu la no 6 mondiale de l'époque Anna Chakvetadze en trois sets (6-2, 1-6, 6-2). Au tournoi de Fès, lors de son deuxième quart de finale de l'année, elle ne peut rien face à Gisela Dulko. Elle termine sa préparation pour Roland-Garros au tournoi d'Istanbul, où elle subit la loi d'Agnieszka Radwańska sur le score très sévère de 0-6, 0-6. Son deuxième Grand Chelem de la saison à Roland-Garros se termine sur une très grosse désillusion contre Victoria Azarenka contre laquelle elle ne remporte pas le moindre jeu.
Commence alors la saison sur gazon. La Roumaine enchaîne deux tournois préparatifs à Wimbledon. Son parcours s'arrête au deuxième tour à Birmingham face à Aiko Nakamura et en quart de finale face à Elena Dementieva à Bois-le-Duc. Lors de son troisième Grand Chelem de la saison, Victoria Azarenka aura raison d'elle au deuxième tour.
Au tournoi de Budapest, elle perd d'entrée face à Petra Kvitová alors qu'elle avait atteint la finale de ce même tournoi l'année précédente. En août, elle représente son pays aux Jeux olympiques mais est éliminée dès le premier tour par Shahar Peer.
Elle dispute le tournoi de New Haven et se hisse en quart de finale, stade de la compétition où elle s'incline face à Anna Chakvetadze. À l'US Open, elle s'incline logiquement au deuxième tour face à une Svetlana Kuznetsova mieux classée qu'elle. Sorana décroche son premier titre WTA au tournoi de Tachkent contre Sabine Lisicki dans le jeu décisif du troisième set après avoir sauvé plusieurs balles de match.
L'année 2008 voit son entrée dans le top 50 (36e le 27 octobre).

### 2009: l'année de la révélation

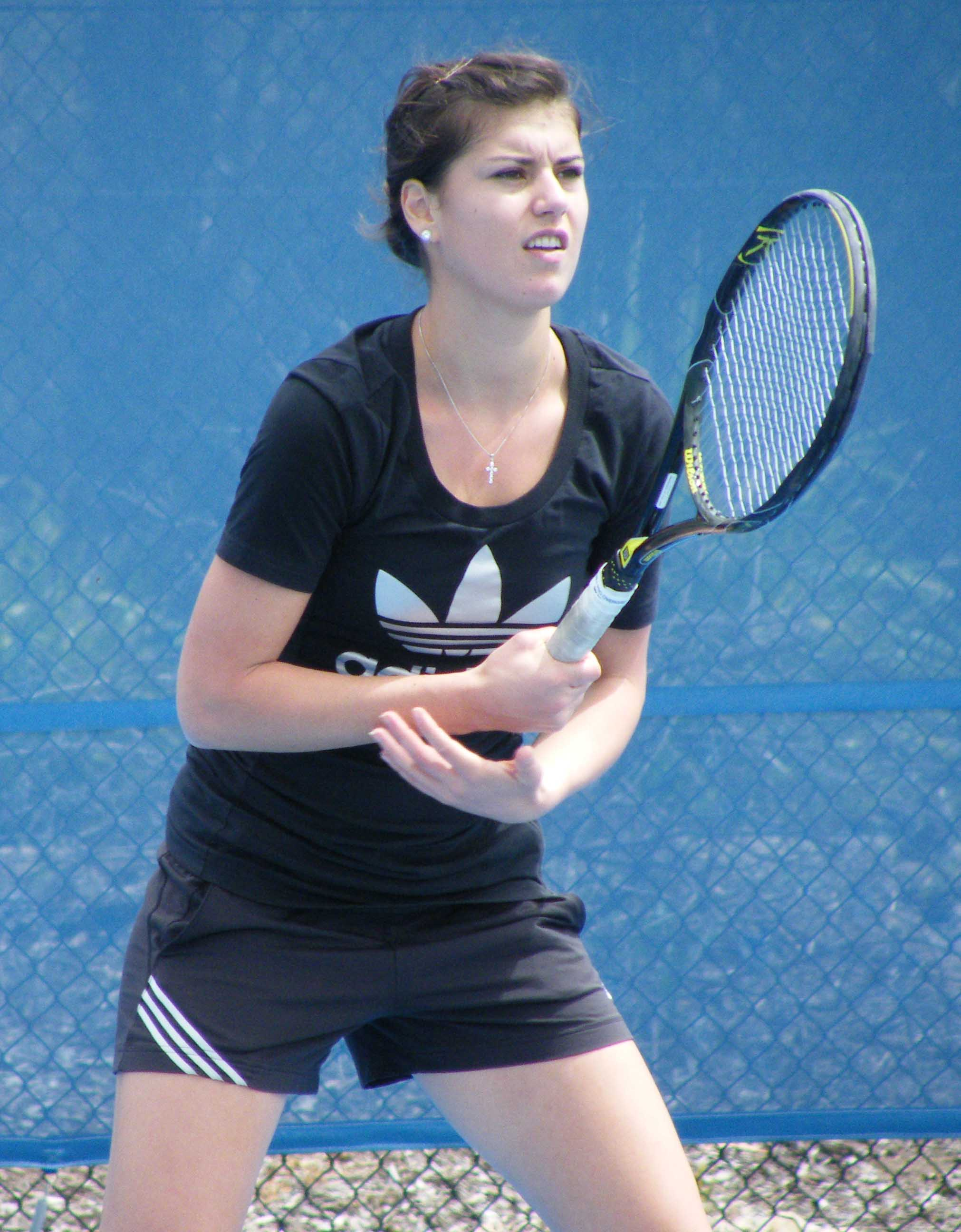
Sorana Cîrstea en janvier 2009.

La tournée australienne 2009 commence par une défaite d'entrée face à Dinara Safina au tournoi de Sydney, puis face à Melinda Czink à l'Open d'Australie. Au tournoi de Paris elle perd dès le premier tour face à Nathalie Dechy et enchaîne par une série de défaites au premier tour aux tournois de Dubaï, Indian Wells et Miami.
Après ce début de saison assez terne, sa première performance intervient au tournoi de Marbella où elle se hisse en demi-finale qu'elle perd contre Carla Suárez Navarro (2-6, 7-65, 2-6), puis enchaîne par deux défaites au premier tour aux tournois de Barcelone et de Fès avant d'atteindre son deuxième quart de finale de la saison perdu face à Yanina Wickmayer au tournoi d'Estoril. Elle finit sa préparation à Roland-Garros par une défaite au premier tour du tournoi de Madrid. Malgré ces défaites, Sorana se révèle au tournoi de Roland-Garros où elle atteint les quarts de finale défaite par Samantha Stosur (1-6, 3-6) à seulement 19 ans, après avoir battue au passage les têtes de séries no 21 Alizé Cornet (6-3, 6-2), la no 10 Caroline Wozniacki (7-63, 7-5) et surtout la no 5 Jelena Janković (3-6, 6-0, 9-7) dans un match à suspense.
Sur le gazon du tournoi de Bois-le-Duc elle s'incline au deuxième tour face à Yanina Wickmayer avant d'être arrêtée pour la troisième fois consécutive à Wimbledon par Victoria Azarenka.
La tournée américaine commence pour Sorana par le tournoi de Bastad où elle perd au deuxième tour face à Gisela Dulko, puis le tournoi de Stanford où elle perd d'entrée face à Agnieszka Radwańska. À Los Angeles, Sorana atteint sa deuxième demi-finale de la saison qu'elle perd face à Sam Stosur en prenant au passage sa revanche sur Agnieszka Radwańska. Elle perd ensuite au troisième tour à Cincinnati et au troisième tour à l'US open.
La fin de saison de Sorana se termine comme elle avait commencé c'est-à-dire par une série de défaites au premier tour des tournois auxquels elle participe. Ainsi elle perd face Anna-Lena Grönefeld à Séoul, Marion Bartoli à Tokyo, Vera Zvonareva à Beijing, Julia Görges à Linz et Monica Niculescu sur abandon au tournoi de Luxembourg.

### 2010: une année plus difficile

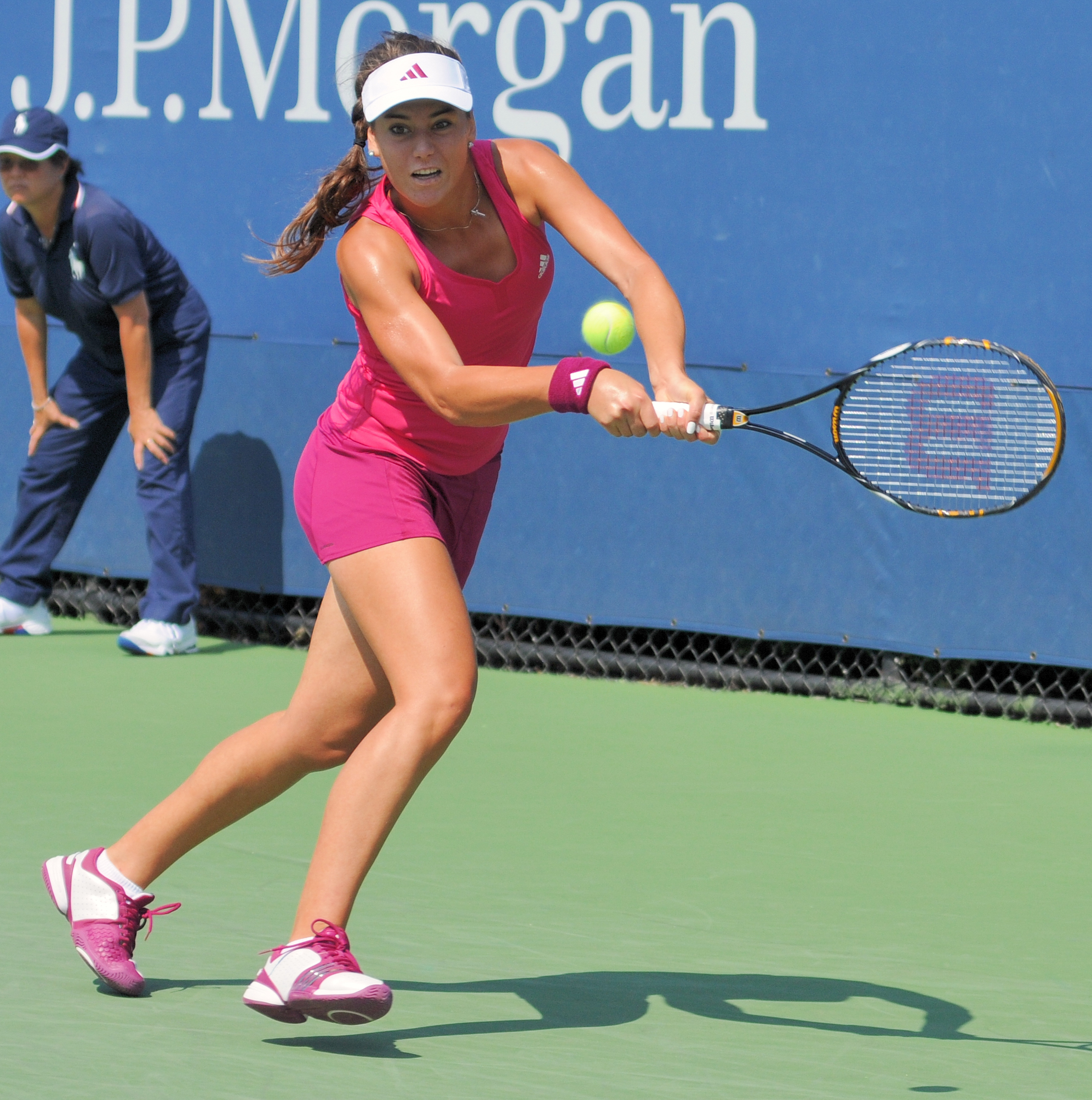
À l'US Open 2010.

L'année WTA de Sorana commence par une défaite au premier tour du tournoi d'Hobart, suivie d'une défaite dès le deuxième tour de l'Open d'Australie. Elle enchaîne par une série de quatre défaites au premier tour des tournois auxquels elle prend part : Paris, Dubaï, Acapulco et Monterrey. Sur la tournée américaine, elle perd deux fois au deuxième tour à Indian Wells et à Miami.
Avec la terre battue arrive un moment charnière de la saison pour Sorana car c'est durant cette partie de l'année 2009 qu'elle avait glané le plus de points.
Ainsi, elle défend ses points au tournoi de Marbella où elle s'était hissée en demi-finale l'édition précédente, mais perd au deuxième tour face à Simona Halep. Elle échoue au deuxième tour à Barcelone avant d'obtenir sa première demi-finale de l'année à Estoril, perdue contre Arantxa Parra Santonja. Elle enchaîne par une défaite au premier tour à Madrid et à Strasbourg. Sa saison de terre battue assez terne ne l'aide pas vraiment pour la défense de son quart de finale obtenu un an plus tôt à Roland-Garros, d'autant qu'elle subit une défaite dès le premier tour par la tenante du titre Svetlana Kuznetsova.
Elle entame le gazon par le tournoi d'Eastbourne, où elle perd au deuxième tour, puis s'incline dès le premier tour de Wimbledon.
Elle perd ensuite au premier tour du tournoi de Budapest et enchaîne par une assez bonne performance avec un deuxième quart de finale de la saison au tournoi d'Istanbul, perdu contre la future gagnante du titre Anastasia Pavlyuchenkova. Après cette déconvenue, Sorana s'engage à Copenhague, où elle se hisse à nouveau en quart de finale, qu'elle perd face à la Tchèque Klára Zakopalová.
Sur la tournée américaine, l'US Open series, Sorana participe au tournoi de Cincinnati, où elle perd dès le premier tour face à Monica Niculescu, puis elle n'arrive pas à franchir les tours de qualifications pour le tableau principal à Toronto, de même que pour le tournoi de New Haven. Avec ces grosses contre-performances sur les tournois préparatifs à l'US Open, Sorana ne pouvait y espérer grand-chose et se fait battre dès le premier tour par Sofia Arvidsson.
La série noire de Sorana continue avec une défaite dès le premier tour à Québec puis encore une défaite, cette fois-ci face à la future gagnante du tournoi de Linz Ana Ivanović, et elle n'arrive même pas à franchir les qualifications pour le tableau principal au tournoi de Luxembourg.
L'année 2010 de Sorana se termine donc comme elle avait commencé, c'est-à-dire de manière catastrophique. Elle n'est pas arrivée à répéter ses performances de l'année d'avant et surtout à répondre à l'espoir que tant de monde avait placé en elle. Ses blessures couplées à son manque de rythme et surtout à ses nombreux changements d'entraîneur ne l'ont pas aidé. Elle termine l'année au 95e rang mondial et a surtout besoin d'une pause pour réussir à se reprendre en main.

### 2011: titre en double à Dallas
Gagnante de l'Open GdF Suez Région Limousin et gagnante du tournoi GdF Suez de Bretagne.

### 2012: retour au premier plan

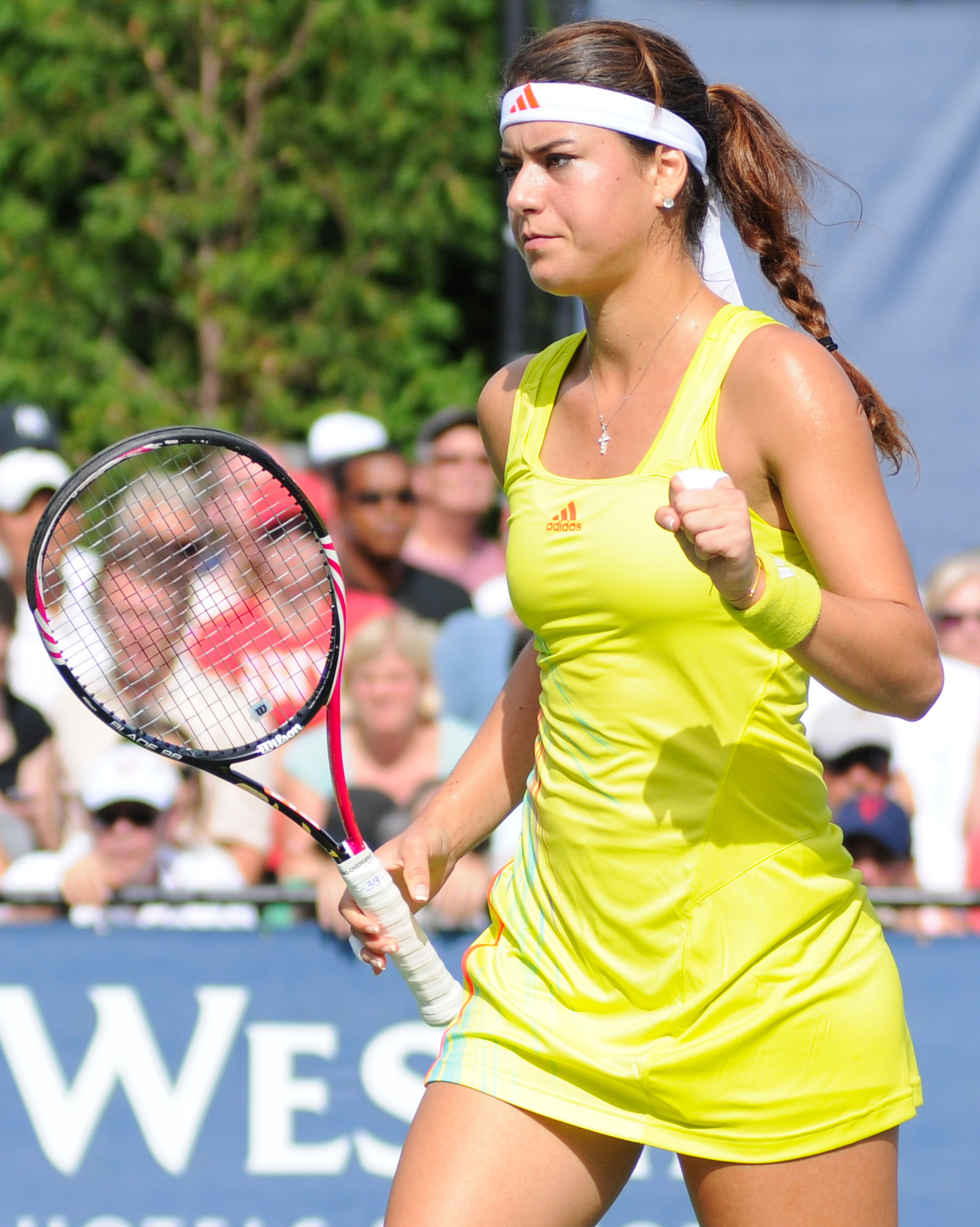
Sorana Cîrstea à l'US Open en 2012.

Sorana commence sa saison 2012 au Classic d'Auckland, où elle s'incline d'entrée de jeu face à Flavia Pennetta, tête de série no 4, en deux manches, non sans avoir opposé une belle résistance. Après cette défaite au premier tour, Sorana continue sa tournée australienne en participant au tournoi de Hobart. Elle bat au premier tour la Kazakhe Ksenia Pervak, tête de série no 7, en deux sets (6-2, 7-66), puis Bethanie Mattek-Sands (2-6, 6-3, 7-5). Son parcours prend fin en quarts de finale après sa défaite contre Angelique Kerber (0-6, 6-3, 5-7), après deux balles de match manquées. Sorana prend ensuite la route du premier Grand Chelem de l'année, à savoir l'Open d'Australie. Elle y crée la surprise en battant la tête de série no 6 et locale Sam Stosur au premier tour. Elle bat ensuite Urszula Radwańska, mais perd au tour suivant contre Sara Errani. Elle atteint les demi-finales du tournoi de Pattaya ne perdant que contre la Russe Maria Kirilenko en trois manches. Lors de l'Open de Madrid, elle crée la surprise en battant la no 7 mondiale, Marion Bartoli, au premier tour avant de s'incliner en trois manches contre Petra Kvitová.
Lors du tournoi de Roland-Garros, elle s'incline logiquement d'entrée face à Li Na. Sorana commence sa saison sur gazon à Birmingham, où elle est battue d'entrée une fois de plus mais cette fois face à la future gagnante Melanie Oudin. Sorana atteint le troisième tour du tournoi de Wimbledon en battant notamment Li Na en deux manches (6-3, 6-4) au deuxième tour, avant de tomber sous les coups de Maria Kirilenko au tour suivant. Qualifiée pour représenter la Roumanie lors des Jeux olympiques de Londres, Sorana participe avant cet événement à un tournoi américain à Stanford, où elle bat respectivement Vania King et Zheng Saisai en deux manches, puis Dominika Cibulková (6-75, 6-2, 6-0) en quart de finale. Sorana s'incline alors contre Serena Williams en demi-finale sur un score sans appel.
Elle conclut la saison 2012 en finissant 25e, sa première dans le top 30.

### 2013: finale auPremier 5de Toronto
En août, elle réalise le meilleur tournoi de sa carrière à Toronto en s’invitant jusqu'en finale, et ne battant que des têtes de série à partir du deuxième tour. Pour cela, elle bat difficilement la no 9 Caroline Wozniacki (5-7, 7-60, 6-4), puis Jelena Janković 15e (6-3, 6-4) et la championne en titre, Petra Kvitová no 9 (4-6, 7-5, 6-2) pour se qualifier pour les demi-finales. Elle bat Li Na no 4 (6-1, 7-65) s’offrant une place pour la finale après 1 h 27 de jeu où elle affronte la no 1 mondiale Serena Williams. Cependant avec cette semaine où la fatigue s'accumule, elle perd sèchement contre l'Américaine (2-6, 0-6) en tout juste une heure de jeu.

### 2016: le renouveau
En février, la Roumaine atteint les demi-finales du tournoi international de Rio après avoir sorti Polona Hercog et Danka Kovinić en deux manches. Là, elle s'incline en deux sets face à Shelby Rogers.
Trois mois plus tard, elle se retrouve en quarts de finale du tournoi de Madrid, en battant facilement Jelena Janković, à nouveau Danka Kovinić et la qualifiée Laura Siegemund au troisième tour sans perdre de set. Elle affronte pour ce quart Dominika Cibulková, dans un match qu'elle perd (6-4, 3-6, 3-6) après avoir bien résisté contre la future finaliste. Sortie du top 100 en 2015, le parcours réalisé dans la capitale espagnole en 2016 lui assure de remonter parmi les 100 meilleures joueuses mondiales.

### 2017: premier huitième à Melbourne

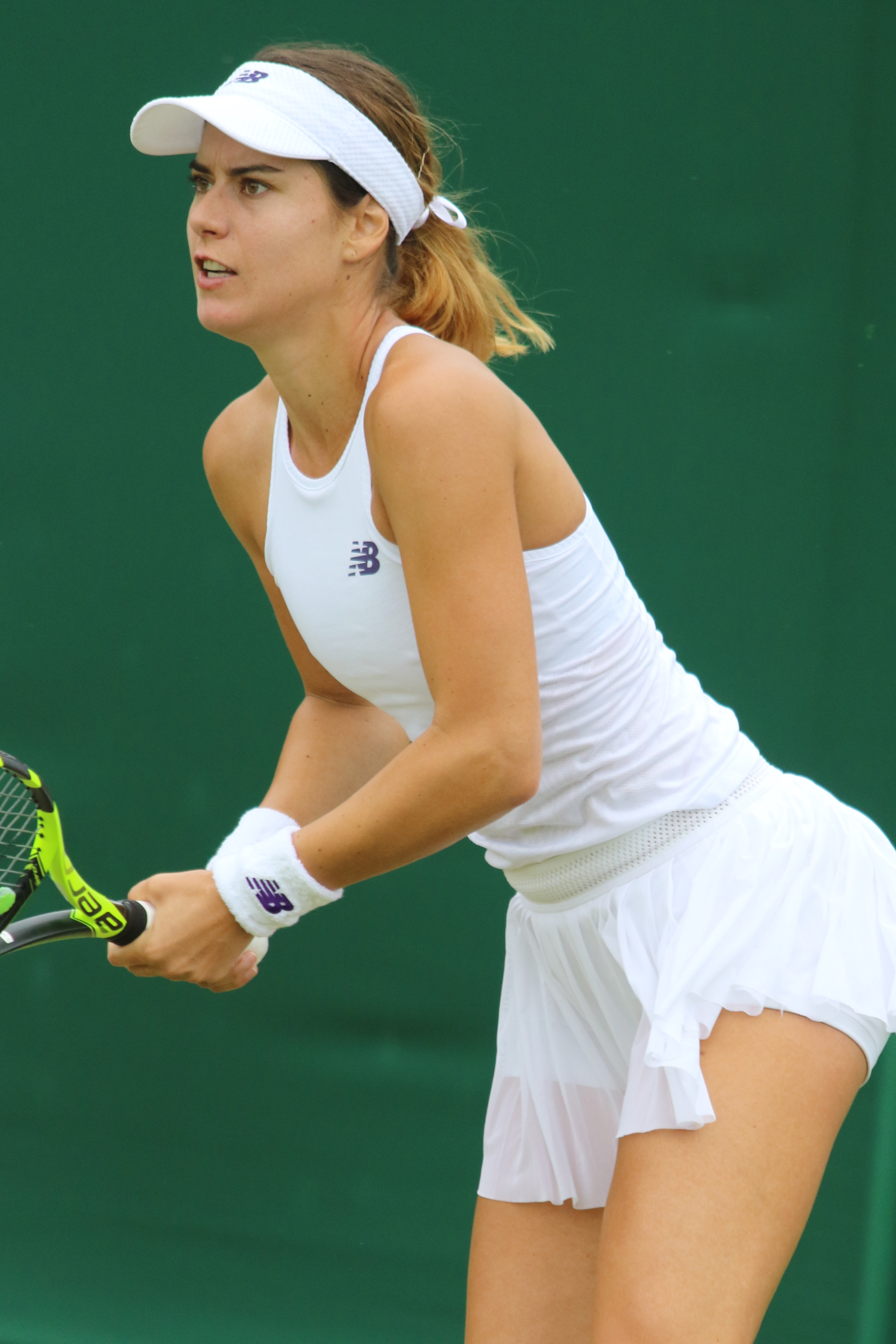
Sorana Cîrstea à Wimbledon en 2017

En janvier à l'Open d'Australie, Sorana Cîrstea passe ses tours sans perdre de set, battant la 12e mondiale Carla Suárez Navarro (7-61, 6-3) et Alison Riske (6-2, 7-62) pour ainsi rallier les huitièmes de finale, une première à Melbourne. Elle s'inclinera toutefois devant la 7e joueuse mondiale Garbiñe Muguruza en deux manches expéditives (6-2, 6-3).

### 2021: second titre WTA
Le 25 avril 2021, Cîrstea remporte son second titre sur le circuit WTA, 13 ans après son 1er titre, lors du tournoi d'Istanbul, battant en finale Elise Mertens en deux sets (6-1, 7-6). Un mois plus tard elle atteint la finale du tournoi de Strasbourg, mais perd face à Barbora Krejčíková

### 2022: nouvel entraîneur
Cîrstea engage Thomas Johansson comme nouvel entraîneur en octobre. Elle déclare en mars 2023 que Johansson la rend « plus complète », capable d'avoir plusieurs schémas tactiques durant un match.

### 2023: demi-finale à Miami, quart de finale à l'US Open et troisième titre WTA à Reus
En mars, elle se qualifie en quarts de finale du WTA 1000 d'Indian Wells. C'est la première fois de sa carrière en onze participations à ce tournoi qu'elle arrive à un tel niveau et la première fois depuis six ans qu'elle rejoint ce stade dans un tournoi WTA 1000. Pour ce faire, elle se défait de la qualifiée Australienne Kimberly Birrell (6-3, 6-2), des Américaines Madison Keys (6-1, ab.) et Bernarda Pera (6-3, 6-1) et de la Française Caroline Garcia (6-4, 4-6, 7-5), cinquième mondiale (sa première victoire sur une joueuse membre du Top 10 depuis près de deux ans). Elle bute en quarts contre la Polonaise numéro une Iga Świątek (2-6, 3-6).
Elle poursuit sa belle tournée américaine en parvenant en demi-finale de Miami mais échoue face à la Tchèque Petra Kvitová.
Début mai elle parvient en tant que tête de série numéro deux en finale du WTA 125 de Reus en éliminant la locale Aliona Bolsova (7-5, 6-0), la Slovaque Anna Karolína Schmiedlová (7-5, 6-4) et les Américaines Catherine McNally (6-2, 6-2) et Lauren Davis (6-4, 7-5). Elle bat une troisième Américaine, Elizabeth Mandlik, qui dispute sa première finale en simple pour remporter son troisième titre et le premier dans cette catégorie (6-1, 4-6, 7-6). Fin août, elle confirme ses bonnes dispositions sur le dur américain en sortant l'invitée locale Kayla Day (6-2, 6-3), la Russe Anna Kalinskaya (6-3, 6-4) et surtout la numéro quatre mondiale Elena Rybakina, finaliste de l'Open d'Australie en début d'année (6-3, 6-7, 6-4) au troisième tour. Elle rencontre la Suissesse Belinda Bencic et l'élimine (6-3, 6-3), ce qui lui permet de jouer les quarts de finale d'un tournoi du Grand Chelem pour la première fois depuis quatorze ans. Elle joue la Tchèque Karolína Muchová, finaliste à Roland Garros, qui comme il y a trois ans la sort (0-6, 3-6).

### 2024: demi-finale à Dubaï
Mi-février, elle parvient pour la troisième fois de sa carrière en demi-finale d'un WTA 1000 à Dubaï. Non tête de série, elle sort l'ancienne numéro quatre mondiale Sofia Kenin (6-3, 7-6), la Russe Veronika Kudermetova (6-1, 6-4) puis renverse Donna Vekić en trois manches (3-6, 6-3, 7-5), tombeuse au tour précédent de la vainqueur de l'Open d'Australie Aryna Sabalenka. Alors menée par la Tchèque Markéta Vondroušová, gagnante du dernier Wimbledon, en quarts de finale 2-6, 1-5, elle sauve six balles de matchs pour s'imposer (2-6, 7-6, 6-2) miraculeusement. Confrontée à une autre surprise du tournoi, l'Italienne Jasmine Paolini, elle s'incline aux portes de la finale en deux sets (2-6, 6-7).

### 2025: quart de finale à Dubaï
Elle réussit en 2025 un nouveau beau parcours à Dubaï, écartant de sa route la Russe Daria Kasatkina (6-1, 6-4), onzième joueuse mondiale ainsi que la qualifiée Alycia Parks (3-6, 6-4, 6-1). Elle affronte en huitièmes et en quarts deux demi-finalistes du dernier US Open, Emma Navarro (7-6, 3-6, 7-5), neuvième mondiale et Karolína Muchová qui la sort dans un tableau ouvert (2-6, 5-7).

## Équipements et sponsors
Sorana Cîrstea fut longtemps sponsorisée par Adidas. Depuis 2016, New Balance est devenu son nouvel équipementier.

## Palmarès

### Titres en simple dames
| No | Date       | Nom et lieu du tournoi       | Catégorie | Dotation  | Surface      | Finaliste      | Score          |          |
| -- | ---------- | ---------------------------- | --------- | --------- | ------------ | -------------- | -------------- | -------- |
| 1  | 29-09-2008 | Tashkent Open, Tachkent      | Tier IV   | 145 000 $ | Dur (ext.)   | Sabine Lisicki | 2-6, 6-4, 7-64 | Parcours |
| 2  | 19-04-2021 | Tournoi d'Istanbul, Istanbul | WTA 250   | 235 238 $ | Terre (ext.) | Elise Mertens  | 6-1, 7-63      | Parcours |

### Finales en simple dames
| No | Date       | Nom et lieu du tournoi                   | Catégorie | Dotation    | Surface      | Vainqueure          | Score          |          |
| -- | ---------- | ---------------------------------------- | --------- | ----------- | ------------ | ------------------- | -------------- | -------- |
| 1  | 23-04-2007 | Grand Prix, Budapest                     | Tier III  | 175 000 $   | Terre (ext.) | Gisela Dulko        | 6-72, 6-2, 6-2 | Parcours |
| 2  | 05-08-2013 | Coupe Rogers, Toronto                    | Premier 5 | 2 369 000 $ | Dur (ext.)   | Serena Williams     | 6-2, 6-0       | Parcours |
| 3  | 23-09-2019 | Tashkent Open, Tachkent                  | Intern'l  | 226 750 $   | Dur (ext.)   | Alison Van Uytvanck | 6-2, 4-6, 6-4  | Parcours |
| 4  | 23-05-2021 | Internationaux de Strasbourg, Strasbourg | WTA 250   | 235 238 $   | Terre (ext.) | Barbora Krejčíková  | 6-3, 6-3       | Parcours |

### Titres en double dames
| No | Date       | Nom et lieu du tournoi          | Catégorie | Dotation    | Surface      | Partenaire        | Finalistes                             | Score               |          |
| -- | ---------- | ------------------------------- | --------- | ----------- | ------------ | ----------------- | -------------------------------------- | ------------------- | -------- |
| 1  | 28-04-2008 | GP Princesse Lalla Meryem Fès   | Tier IV   | 145 000 $   | Terre (ext.) | A. Pavlyuchenkova | Alisa Kleybanova Ekaterina Makarova    | 6-2, 6-2            | Parcours |
| 2  | 20-10-2008 | FORTIS Championships Luxembourg | Tier III  | 225 000 $   | Dur (int.)   | Marina Erakovic   | Vera Dushevina Mariya Koryttseva       | 2-6, 6-3, [10-8]    | Parcours |
| 3  | 03-05-2010 | Estoril Open Estoril            | Intern'l  | 220 000 $   | Terre (ext.) | Anabel Medina     | Vitalia Diatchenko Aurélie Védy        | 6-1, 7-5            | Parcours |
| 4  | 22-08-2011 | Texas Tennis Open Dallas        | Intern'l  | 220 000 $   | Dur (ext.)   | Alberta Brianti   | Alizé Cornet Pauline Parmentier        | 7-5, 6-3            | Parcours |
| 5  | 08-04-2019 | Samsung Open Lugano             | Intern'l  | 226 750 $   | Terre (ext.) | Andreea Mitu      | Veronika Kudermetova Galina Voskoboeva | 1-6, 6-2, [10-8]    | Parcours |
| 6  | 22-04-2025 | Mutua Madrid Open Madrid        | WTA 1000  | 8 963 700 $ | Terre (ext.) | Anna Kalinskaya   | Veronika Kudermetova Elise Mertens     | 610-7, 6-2, [12-10] | Parcours |

### Finales en double dames
| No | Date       | Nom et lieu du tournoi          | Catégorie | Dotation  | Surface      | Vainqueures                                | Partenaire       | Score             |          |
| -- | ---------- | ------------------------------- | --------- | --------- | ------------ | ------------------------------------------ | ---------------- | ----------------- | -------- |
| 1  | 17-08-2008 | Pilot Pen Tennis New Haven      | Tier II   | 600 000 $ | Dur (ext.)   | Květa Peschke Lisa Raymond                 | Monica Niculescu | 4-6, 7-5, [10-7]  | Parcours |
| 2  | 13-04-2009 | Barcelona Ladies Open Barcelone | Intern'l  | 220 000 $ | Terre (ext.) | Nuria Llagostera Vives María José Martínez | Andreja Klepač   | 3-6, 6-2, [10-8]  | Parcours |
| 3  | 27-04-2009 | GP Princesse Lalla Meryem Fès   | Intern'l  | 220 000 $ | Terre (ext.) | Alisa Kleybanova Ekaterina Makarova        | Maria Kirilenko  | 6-3, 2-6, [10-8]  | Parcours |
| 4  | 05-07-2010 | GdF Suez Grand Prix Budapest    | Intern'l  | 220 000 $ | Terre (ext.) | Timea Bacsinszky Tathiana Garbin           | Anabel Medina    | 6-3, 6-3          | Parcours |
| 5  | 06-10-2014 | Tianjin Open Tianjin            | Intern'l  | 250 000 $ | Dur (ext.)   | Alla Kudryavtseva Anastasia Rodionova      | Andreja Klepač   | 6-76, 6-2, [10-8] | Parcours |

### Titre en simple en WTA 125
| No | Date       | Nom et lieu du tournoi       | Catégorie | Dotation  | Surface      | Finaliste         | Score          |          |
| -- | ---------- | ---------------------------- | --------- | --------- | ------------ | ----------------- | -------------- | -------- |
| 1  | 02-05-2023 | Catalonia Open WTA 125, Reus | WTA 125   | 115 000 $ | Terre (ext.) | Elizabeth Mandlik | 6-1, 4-6, 7-61 | Parcours |

## Parcours en Grand Chelem

### En simple dames
| Année | Open d'Australie | Open d'Australie    | Internationaux de France | Internationaux de France | Wimbledon       | Wimbledon           | US Open         | US Open             |
| ----- | ---------------- | ------------------- | ------------------------ | ------------------------ | --------------- | ------------------- | --------------- | ------------------- |
| 2007  | —                | —                   | —                        | —                        | Q2              | Akgul Amanmuradova  | Q1              | Alison Riske        |
| 2008  | 1er tour (1/64)  | Ana Ivanović        | 2e tour (1/32)           | Victoria Azarenka        | 2e tour (1/32)  | Victoria Azarenka   | 2e tour (1/32)  | Svetlana Kuznetsova |
| 2009  | 1er tour (1/64)  | Melinda Czink       | 1/4 de finale            | Samantha Stosur          | 3e tour (1/16)  | Victoria Azarenka   | 3e tour (1/16)  | Caroline Wozniacki  |
| 2010  | 2e tour (1/32)   | Alisa Kleybanova    | 1er tour (1/64)          | Svetlana Kuznetsova      | 1er tour (1/64) | Petra Kvitová       | 1er tour (1/64) | Sofia Arvidsson     |
| 2011  | 2e tour (1/32)   | Shahar Peer         | 3e tour (1/16)           | Li Na                    | 1er tour (1/64) | Pauline Parmentier  | 1er tour (1/64) | Yanina Wickmayer    |
| 2012  | 3e tour (1/16)   | Sara Errani         | 1er tour (1/64)          | Li Na                    | 3e tour (1/16)  | Maria Kirilenko     | 2e tour (1/32)  | Anna Tatishvili     |
| 2013  | 3e tour (1/16)   | Li Na               | 3e tour (1/16)           | Serena Williams          | 2e tour (1/32)  | Camila Giorgi       | 2e tour (1/32)  | Kurumi Nara         |
| 2014  | 1er tour (1/64)  | Marina Erakovic     | 3e tour (1/16)           | Jelena Janković          | 1er tour (1/64) | Victoria Duval      | 2e tour (1/32)  | Eugenie Bouchard    |
| 2015  | 1er tour (1/64)  | Alexandra Panova    | Q3                       | V. Cepede Royg           | Q2              | Sachia Vickery      | Q3              | Mayo Hibi           |
| 2016  | —                | —                   | 1er tour (1/64)          | Elina Svitolina          | 1er tour (1/64) | Petra Kvitová       | 1er tour (1/64) | Ana Bogdan          |
| 2017  | 1/8 de finale    | Garbiñe Muguruza    | 2e tour (1/32)           | Carla Suárez             | 3e tour (1/16)  | Garbiñe Muguruza    | 2e tour (1/32)  | Jeļena Ostapenko    |
| 2018  | 2e tour (1/32)   | Lucie Šafářová      | 1er tour (1/64)          | Daria Gavrilova          | 2e tour (1/32)  | Evgeniya Rodina     | 2e tour (1/32)  | Maria Sharapova     |
| 2019  | 1er tour (1/64)  | Rebecca Peterson    | 2e tour (1/32)           | Aliona Bolsova           | 1er tour (1/64) | Amanda Anisimova    | 3e tour (1/16)  | Taylor Townsend     |
| 2020  | 2e tour (1/32)   | Coco Gauff          | 1er tour (1/64)          | Elena Rybakina           | Annulé          | Annulé              | 3e tour (1/16)  | Karolína Muchová    |
| 2021  | 3e tour (1/16)   | Markéta Vondroušová | 1/8 de finale            | Tamara Zidanšek          | 3e tour (1/16)  | Emma Raducanu       | 2e tour (1/32)  | Shelby Rogers       |
| 2022  | 1/8 de finale    | Iga Świątek         | 2e tour (1/32)           | Sloane Stephens          | 2e tour (1/32)  | Tatjana Maria       | 2e tour (1/32)  | Belinda Bencic      |
| 2023  | 1er tour (1/64)  | Yulia Putintseva    | 1er tour (1/64)          | Jasmine Paolini          | 3e tour (1/16)  | Beatriz Haddad Maia | 1/4 de finale   | Karolína Muchová    |
| 2024  | 1er tour (1/64)  | Wang Yafan          | 1er tour (1/64)          | Anna Blinkova            | 1er tour (1/64) | Sonay Kartal        | —               | —                   |
| 2025  | 1er tour (1/64)  | Elina Svitolina     | —                        | —                        | 1er tour (1/64) | Hailey Baptiste     |                 |                     |

N.B. : à droite du résultat se trouve le nom de l'ultime adversaire.

### En double dames
N.B. : le nom de la partenaire se trouve sous le résultat ; les noms des ultimes adversaires se trouvent à droite.

### En double mixte
| Année | Open d'Australie | Open d'Australie | Internationaux de France                                                           | Internationaux de France | Wimbledon | Wimbledon | US Open | US Open |
| ----- | ---------------- | ---------------- | ---------------------------------------------------------------------------------- | ------------------------ | --------- | --------- | ------- | ------- |
| 2013  | —                | —                | 1er tour (1/16) D. Marrero \|\| style="text-align:left;" \| Hsieh S.-w. F. Nielsen | —                        | —         | —         | —       |         |

N.B. : le nom du partenaire se trouve sous le résultat ; les noms des ultimes adversaires se trouvent à droite.

## Parcours en «Premier» et WTA 1000
Les tournois WTA « Premier Mandatory » et « Premier 5 » (entre 2009 et 2020) et WTA 1000 (à partir de 2021) constituent les catégories d'épreuves les plus prestigieuses, après les quatre levées du Grand Chelem. 

De 2009 à 2023, les tournois Premier Mandatory (dits tournois WTA 1000 obligatoires entre 2021 et 2023) regroupent Indian Wells, Miami, Madrid et Pékin, les autres constituant les tournois Premier 5 (tournois WTA 1000 non-obligatoires). À partir de 2024, le nombre de tournois WTA 1000 passe à 10 par saison (fin de l’alternance Doha / Dubaï), ces derniers devenant tous obligatoires et offrant tous 1000 points à la vainqueure (contre 900 points précédemment pour les tournois Premier 5).

### En simple dames
| Année |       |                             |                              |                                 |                               |                                  |                             |                                  |                              |                               |  |                             |
| Doha  | Dubaï | Indian Wells                | Miami                        | Madrid                          | Rome                          | Canada                           | Cincinnati                  | Pékin                            |                              | Tokyo                         |  |                             |
| Doha  | Dubaï | Indian Wells                | Miami                        | Madrid                          | Rome                          | Canada                           | Cincinnati                  | Pékin                            | Wuhan                        |                               |  |                             |
| Doha  | Dubaï | Indian Wells                | Miami                        | Madrid                          | Rome                          | Canada                           | Cincinnati                  | Pékin                            | Guadalajara                  |                               |  |                             |
| 2009  |       | Hors calendrier             | 1er tour (1/32) D. Cibulková | 2e tour (1/32) E. Vesnina       | 1er tour (1/64) M. Koryttseva | 1er tour (1/32) A. Bondarenko    |                             |                                  | 3e tour (1/8) E. Dementieva  | 1er tour (1/32) V. Zvonareva  |  | 1er tour (1/32) M. Bartoli  |
| 2010  |       | Hors calendrier             | 1er tour (1/32) F. Schiavone | 2e tour (1/32) Zheng J.         | 2e tour (1/32) V. Williams    | 1er tour (1/32) F. Pennetta      |                             |                                  | 1er tour (1/32) S. Bammer    |                               |  |                             |
| 2011  |       | WTA 500                     |                              | 1er tour (1/64) A. Kudryavtseva | 1er tour (1/64) Zheng J.      |                                  |                             |                                  |                              |                               |  |                             |
| 2012  |       | 2e tour (1/16) S. Stosur    | WTA 500                      | 2e tour (1/32) A. Radwańska     | 1er tour (1/64) H. Watson     | 2e tour (1/16) A. Medina         | 3e tour (1/8) P. Kvitová    | 1er tour (1/32) S. Karatantcheva | 2e tour (1/16) Li N.         | 2e tour (1/16) M. Sharapova   |  | 1er tour (1/32) A. Morita   |
| 2013  |       | 2e tour (1/16) C. Wozniacki | WTA 500                      | 3e tour (1/16) A. Radwańska     | 4e tour (1/8) J. Janković     | 2e tour (1/16) S. Errani         | 1er tour (1/32) A. Morita   | Finale S. Williams               |                              | 1er tour (1/32) B. Jovanovski |  | 3e tour (1/8) S. Kuznetsova |
| 2014  |       | 2e tour (1/16) A. Radwańska | WTA 500                      | 2e tour (1/32) C. Giorgi        | 2e tour (1/32) S. Pironkova   | 1er tour (1/32) P. Kvitová       | 1er tour (1/32) C. McHale   | 1er tour (1/32) L. Šafářová      | 1er tour (1/32) A. Ivanović  |                               |  |                             |
| 2015  |       | WTA 500                     |                              |                                 | 1er tour (1/64) C. McHale     |                                  |                             |                                  |                              |                               |  |                             |
| 2016  |       |                             | WTA 500                      |                                 |                               | 1/4 de finale D. Cibulková       |                             |                                  |                              |                               |  |                             |
| 2017  |       | WTA 500                     |                              | 1er tour (1/64) M. Niculescu    | 3e tour (1/16) C. Wozniacki   | 1/4 de finale K. Mladenovic      |                             | 1er tour (1/32) C. Garcia        |                              | 1/4 de finale J. Ostapenko    |  | 2e tour (1/16) Wang Q.      |
| 2018  |       | 3e tour (1/8) G. Muguruza   | WTA 500                      | 2e tour (1/32) V. Williams      | 2e tour (1/32) Hsieh S-w.     | 2e tour (1/16) D. Kasatkina      | 1er tour (1/32) D. Collins  | 2e tour (1/16) V. Williams       |                              | 1er tour (1/32) K. Bertens    |  |                             |
| 2019  |       | WTA 500                     |                              |                                 |                               | 2e tour (1/16) C. Garcia         |                             |                                  |                              |                               |  |                             |
| 2020  |       | 1er tour (1/32) E. Rybakina | WTA 500                      | Annulé                          | Annulé                        | Annulé                           |                             | Annulé                           |                              | Annulé                        |  | Annulé                      |
| 2021  |       | WTA 500                     | 2e tour (1/16) A. Kontaveit  | 3e tour (1/16) E. Svitolina     | 2e tour (1/32) A. Kontaveit   | 1er tour (1/32) J. Pegula        |                             | 2e tour (1/16) V. Azarenka       | 1er tour (1/32) J. Teichmann | Annulé                        |  | Annulé                      |
| 2022  |       | 2e tour (1/16) G. Muguruza  | WTA 500                      | 4e tour (1/8) S. Halep          | 2e tour (1/32) Zhang S.       | 1er tour (1/32) N. Párrizas Díaz | 1er tour (1/32) O. Jabeur   |                                  | 2e tour (1/16) P. Kvitová    | Hors calendrier               |  |                             |
| 2023  |       | WTA 500                     | 2e tour (1/16) K. Muchová    | 1/4 de finale I. Świątek        | 1/2 finale P. Kvitová         | 2e tour (1/32) A. Sabalenka      | 2e tour (1/32) J. Ostapenko | 2e tour (1/16) K. Muchová        | 2e tour (1/16) M. Sákkari    | 1er tour (1/32) Petra Martić  |  |                             |
| 2024  |       | 2e tour (1/16) I. Świątek   | 1/2 finale J. Paolini        | 2e tour (1/32) S. Stephens      | 4e tour (1/8) D. Collins      | 3e tour (1/16) I. Świątek        | 4e tour (1/8) M. Keys       |                                  |                              |                               |  |                             |
| 2025  |       |                             | 1/4 de finale K. Muchová     | 2e tour (1/32) E. Navarro       | 2e tour (1/32) D. Collins     | 1er tour (1/64) H. Baptiste      |                             | 1er tour (1/64) L. Sun           | 4e tour (1/8) I. Świątek     |                               |  |                             |

Sous le résultat, l’ultime adversaire.
1. 1 2   Les tournois de Doha et Dubaï alternent le statut de tournoi WTA 1000 (ex Premier 5) entre 2009 et 2023 : les trois premières éditions ont lieu à Dubaï, les trois suivantes à Doha, puis Dubaï accueille le tournoi de cette catégorie les années impaires et Dubaï les années paires. De 2011 à 2023, la ville qui n’accueille pas de WTA 1000 organise à la place un tournoi WTA 500 (ex Premier).
2. 1 2 3 4 5 6 7 8   L’ordre de déroulement des tournois a évolué depuis 2009 : Rome se dispute avant Madrid et Cincinnati avant Montréal/Toronto jusqu’en 2010, tandis que Tokyo (2009-2013)-Wuhan (2014-2019, 2024-)-Guadalajara (2022-2023) ont lieu avant Pékin jusqu’en 2023.
3. 1 2 3 4 5 6 7 8  Du fait de la pandémie de Covid-19, les tournois d’Indian Wells, de Miami, de Madrid, du Canada, de Wuhan et de Pékin sont annulés en 2020. Ces deux derniers le sont également en 2021. Pour des raisons d’organisation, le tournoi de Cincinnati 2020 a exceptionnellement lieu à Flushing Meadows à New York.
4. ↑  Le 1er décembre 2021, le président de la WTA, Steve Simon, annonce que tous les tournois prévus en Chine et à Hong Kong sont suspendus à partir de 2022, en raison de préoccupations concernant la sécurité et le bien-être de la joueuse de tennis chinoise Peng Shuai après ses allégations de relations sexuelles non-consenties avec Zhang Gaoli, membre de haut rang du Parti communiste chinois. Le tournoi de Pékin revient en 2023. Le tournoi de Guadalajara remplace celui de Wuhan pendant deux ans, ce dernier réapparaissant en 2024.

## Parcours aux Jeux olympiques

### En simple dames
| # | Date       | Nom de l'olympiade             | Surface      | Résultat        | Ultime adversaire | Score         |          |
| - | ---------- | ------------------------------ | ------------ | --------------- | ----------------- | ------------- | -------- |
| 1 | 11/08/2008 | Olympic Tennis Event Pékin     | Dur (ext.)   | 1er tour (1/32) | Shahar Peer       | 6-3, 5-7, 6-0 | Parcours |
| 2 | 28/07/2012 | Olympic Tennis Event Wimbledon | Gazon (ext.) | 1er tour (1/32) | Flavia Pennetta   | 6-2, 4-6, 6-2 | Parcours |

### En double dames
| # | Date       | Nom de l'olympiade             | Surface      | Résultat        | Partenaire   | Ultimes adversaires            | Score    |          |
| - | ---------- | ------------------------------ | ------------ | --------------- | ------------ | ------------------------------ | -------- | -------- |
| 1 | 28/07/2012 | Olympic Tennis Event Wimbledon | Gazon (ext.) | 1er tour (1/16) | Simona Halep | Serena Williams Venus Williams | 6-3, 6-2 | Parcours |

## Parcours en Fed Cup
| #                                                                       | Date       | Lieu        | Surface      | Gagnante(s)                     | Perdante(s)                      | Score          |          |
| ----------------------------------------------------------------------- | ---------- | ----------- | ------------ | ------------------------------- | -------------------------------- | -------------- | -------- |
|                                                                         |            |             |              |                                 |                                  |                |          |
| 2014 - Barrage (groupe mondial II) - Roumanie - Serbie - 4 : 1          |            |             |              |                                 |                                  |                |          |
| 1                                                                       | 19/04/2014 | Bucarest    | Terre (ext.) | Sorana Cîrstea                  | Ana Ivanović                     | 3-6, 6-1, 6-2  | Parcours |
| 1                                                                       | 19/04/2014 | Bucarest    | Terre (ext.) | Sorana Cîrstea                  | Bojana Jovanovski                | 6-3, 6-77, 6-3 | Parcours |
|                                                                         |            |             |              |                                 |                                  |                |          |
| 2017 - 1er tour (groupe mondial II) - Roumanie - Belgique : 1 - 3       |            |             |              |                                 |                                  |                |          |
| 2                                                                       | 11/02/2017 | Bucarest    | Dur (int.)   | Yanina Wickmayer                | Sorana Cîrstea                   | 7-64, 5-7, 7-5 | Parcours |
| 2                                                                       | 11/02/2017 | Bucarest    | Dur (int.)   | Sorana Cîrstea Monica Niculescu | Kirsten Flipkens Maryna Zanevska | 6-2, 6-0       | Parcours |
|                                                                         |            |             |              |                                 |                                  |                |          |
| 2017 - Barrage (groupe mondial II) - Roumanie - Grande-Bretagne - 3 : 2 |            |             |              |                                 |                                  |                |          |
| 3                                                                       | 22/04/2017 | Constanța   | Terre (ext.) | Johanna Konta                   | Sorana Cîrstea                   | 6-2, 6-3       | Parcours |
|                                                                         |            |             |              |                                 |                                  |                |          |
| 2018 - 1er tour (groupe mondial II) - Roumanie - Canada : 3 : 1         |            |             |              |                                 |                                  |                |          |
| 4                                                                       | 10/02/2018 | Cluj-Napoca | Dur (int.)   | Sorana Cîrstea                  | Carol Zhao                       | 6-2, 6-2       | Parcours |

## Classements WTA en fin de saison
| Année          | 2004 | 2005 | 2006 | 2007 | 2008 | 2009 | 2010 | 2011 | 2012 | 2013 | 2014 | 2015 | 2016 | 2017 | 2018 | 2019 | 2020 | 2021 | 2022 | 2023 | 2024 |
| Rang en simple | 893  | 711  | 348  | 106  | 37   | 46   | 95   | 60   | 27   | 22   | 93   | 244  | 80   | 37   | 86   | 74   | 86   | 38   | 38   | 26   | 70   |
| Rang en double | 659  | 639  | 292  | 200  | 46   | 50   | 87   | 69   | 226  | 316  | 136  | 472  | –    | 254  | 95   | 144  | 207  | –    | 532  | 1357 | 1191 |

Source : (en) Classements de Sorana Cîrstea sur le site officiel de la Fédération internationale de tennis

## Records et statistiques

### Victoires sur le top 10
Toutes ses victoires sur des joueuses classées dans le top 10 de la WTA lors de la rencontre.
| Légende             |
| Grand Chelem        |
| Premier* / WTA 1000 |
| Premier / WTA 500   |
| Intern'l / WTA 250  |
| Fed Cup             |

| #  | Rang   |  | Tournoi          | Année | Surface         |                 | Adversaire          | Rang  | Tour          | Score             | Tableau |
| -- | ------ |  | ---------------- | ----- | --------------- | --------------- | ------------------- | ----- | ------------- | ----------------- | ------- |
| 1  | no 112 |  | Fed Cup          | 2008  | Moquette (int.) |                 | Jelena Janković     | no 4  | Poules        | 6-3, 3-6, 6-4     | Tableau |
| 2  | no 86  |  | Charleston       | 2008  | Terre battue    |                 | Anna Chakvetadze    | no 6  | 1/16          | 6-2, 1-6, 6-2     | Tableau |
| 3  | no 41  |  | Roland-Garros    | 2009  | Terre battue    |                 | Caroline Wozniacki  | no 10 | 1/16          | 7-63, 7-5         | Tableau |
| 4  | no 41  |  | Roland-Garros    | 2009  | Terre battue    | Jelena Janković | no 5                | 1/8   | 3-6, 6-0, 9-7 |                   | Tableau |
| 5  | no 28  |  | Los Angeles      | 2009  | Dur             |                 | Caroline Wozniacki  | no 8  | 1/16          | 1-6, 6-4, 7-65    | Tableau |
| 6  | no 57  |  | Eastbourne       | 2010  | Gazon           |                 | Francesca Schiavone | no 6  | 1/16          | 7-5, 6-3          | Tableau |
| 7  | no 59  |  | Open d'Australie | 2012  | Dur             |                 | Samantha Stosur     | no 5  | 1/64          | 7-62, 6-3         | Tableau |
| 8  | no 54  |  | Pattaya          | 2012  | Dur             |                 | Vera Zvonareva      | no 8  | 1/4           | 2-6, 6-4, 2-2 ab. | Tableau |
| 9  | no 46  |  | Madrid           | 2012  | Terre battue    |                 | Marion Bartoli      | no 7  | 1/32          | 6-7, 6-4, 6-3     | Tableau |
| 10 | no 27  |  | Miami            | 2013  | Dur             |                 | Angelique Kerber    | no 6  | 1/16          | 6-4, 6-0          | Tableau |
| 11 | no 27  |  | Toronto          | 2013  | Dur             |                 | Caroline Wozniacki  | no 10 | 1/16          | 5-7, 7-60, 6-4    | Tableau |
| 12 | no 27  |  | Toronto          | 2013  | Dur             | Petra Kvitová   | no 7                | 1/4   | 4-6, 7-5, 6-2 |                   | Tableau |
| 13 | no 27  |  | Toronto          | 2013  | Dur             | Li Na           | no 5                | 1/2   | 6-1, 7-65     |                   | Tableau |
| 14 | no 27  |  | Dubaï            | 2014  | Dur             |                 | Sara Errani         | no 10 | 1/8           | 6-2, 5-7, 6-1     | Tableau |
| 15 | no 44  |  | Pékin            | 2017  | Dur             |                 | Karolína Plíšková   | no 4  | 1/8           | 6-1, 7-5          | Tableau |
| 16 | no 68  |  | Open d'Australie | 2021  | Dur             |                 | Petra Kvitová       | no 8  | 1/32          | 6-4, 1-6, 6-1     | Tableau |
| 17 | no 83  |  | Indian Wells     | 2023  | Dur             |                 | Caroline Garcia     | no 5  | 1/8           | 6-4, 4-6, 7-5     | Tableau |
| 18 | no 74  |  | Miami            | 2023  | Dur             |                 | Caroline Garcia     | no 4  | 1/32          | 6-2, 6-3          | Tableau |
| 19 | no 74  |  | Miami            | 2023  | Dur             | Aryna Sabalenka | no 2                | 1/4   | 6-4, 6-4      |                   | Tableau |
| 20 | no 30  |  | US Open          | 2023  | Dur             |                 | Elena Rybakina      | no 4  | 1/16          | 6-3, 66-7, 6-4    | Tableau |
| 21 | no 26  |  | Abou Dabi        | 2024  | Dur             |                 | María Sákkari       | no 9  | 1/8           | 6-2, 6-1          | Tableau |
| 22 | no 22  |  | Dubaï            | 2024  | Dur             |                 | Markéta Vondroušová | no 8  | 1/4           | 2-6, 7-61, 6-2    | Tableau |
| 23 | no 32  |  | Rome             | 2024  | Terre battue    |                 | Markéta Vondroušová | no 6  | 1/16          | 7-61, 6-3         | Tableau |